# Mương Mán
Mương Mán là một xã thuộc huyện Hàm Thuận Nam, tỉnh Bình Thuận, Việt Nam.
Xã Mương Mán có diện tích 18,76 km², dân số năm 1999 là 5634 người, mật độ dân số đạt 300 người/km².